# Dick Haymes
Dick Haymes, właśc. Richard Benjamin Haymes (ur. 13 września 1918 w Buenos Aires, zm. 28 marca 1980 w Los Angeles) – amerykański piosenkarz i aktor brytyjskiego pochodzenia.
Popularny w latach 40. XX w. Współpracował m.in. z Bingiem Crosbym, Harrym Jamesem, Tommym Dorseyem i Bennym Goodmanem. Wystąpił w wielu filmach. Był sześciokrotnie żonaty, m.in. z Ritą Hayworth.
Najpopularniejsze nagrania: „A Sinner Kissed on Angel”, „The Devil Sat Down and Cried”, „You’ll Never Know”, „Laura”, „That’s for Me”, „It Might as Well Be Spring”.
Dick Haymes zmarł 28 marca 1980 w szpitalu Cedars-Sinai w Los Angeles. Przyczyną śmierci piosenkarza był nowotwór płuc. Miał 61 lat.